# Les Hirondelles de Kaboul (película)
Les Hirondelles de Kaboul (Las golondrinas de Kabul en España) es una película de animación dirigida por Zabou Breitman y Éléa Gobbé-Mévellec, estrenada en 2019. La película fue coproducida en Francia, Suiza, Luxemburgo y Mónaco.
Es una adaptación de la novela Les Hirondelles de Kaboul de Yasmina Khadra, publicada en 2002.

## Sinopsis
Verano de 1998. En Afganistán, Kabul en ruinas está ocupada por los talibanes que controlan el país. Mohsen y Zunaira son una pareja joven y no apoyan las estrictas reglas islámicas impuestas a la población. Tienen una educación universitaria y sueñan con poder enseñar en una escuela clandestina que ofrezca una educación diferente a la que propugnan los talibanes. Para evitar tener que usar el burka, Zunaira prefiere quedarse en casa. Mohsen un día es testigo de la lapidación de una mujer por casualidad y, guiado por la multitud, toma una piedra y la arroja a la mujer condenada.

## Ficha técnica
- Título en español: Las golondrinas de Kabul
- Producción: Zabou Breitman y Éléa Gobbé-Mévellec
- Guion: Zabou Breitman, Patricia Mortagne y Sébastien Tavel, basada en la novela homónima de Yasmina Khadra
- Música: Alexis Rault
- Diseño gráfico: Éléa Gobbé-Mévellec
- Montaje: Françoise Bernard
- Producción: Reginald de Guillebon y Michel Merkt
- Coproducción: Olivier Père y Stéphan Roelants
- Productoras: Les Armateurs, Mélusine Productions, Close Up Films, Arte France Cinéma, Swiss Radio and Television (RTS), KNM
- Empresa distribuidora: Memento Films (Francia)
- Idioma original: francés
- Formato: colores - 35 mm - 1,85: 1 - Dolby Digital
- Género: animación, drama
- Duración: 81 minutos

## Distribución
- Zita Hanrot: Zunaira, joven casada con Mohsen
- Swann Arlaud: Mohsen, joven, esposo de Zunaira
- Simón abkarian: Atiq, guardia de la prisión de mujeres
- Hiam Abbass: Mussarat, esposa enferma de Atiq
- Jean-Claude Deret: Nazish, viejo amigo de Atiq[4]
- Michel jonasz: Profesor Arash Bayazid
- Sébastien Pouderoux: Quassim, líder talibán, antiguo amigo de la infancia de Atiq
- Serge Bagdassarian: el mullah

## Premios
- Premios César: Nominada a mejor film de animación. 2019.
- Premios del Cine Europeo: Nominado a mejor film de animación. 2019.
- Festival de Cannes: Un Certain Regard (Sección oficial). 2019: premio del jurado[5]
- Festival de Cine Francófono de Angulema 2019: Diamond Valois y Music Valois
- Festival Internacional de Cine de Ficción Histórica 2019: Premio del público
- Festival Internacional de Cine de Animación de Annecy 2019: selección en concurso de largometrajes
- Premio de distribución de la Fundación Gan para el cine en el Festival Internacional de Cine de Animación de Annecy 2018
- Festival de Cine de Cabourg 2019: selección en la sección Panorama